# 四国まんなか千年ものがたり
四国まんなか千年ものがたり（しこくまんなかせんねんものがたり）は、四国旅客鉄道（JR四国）が多度津駅 - 大歩危駅間を土讃線経由で運行している臨時特別急行列車である。

## 概要
伊予灘ものがたりに続く四国で2番目の本格的観光列車として、2017年4月1日より運行を開始した。
「四国まんなか千年ものがたり」は、四国の中央部を走行し、沿線に善通寺や金刀比羅宮、平家落人伝説の祖谷など千年の歴史文化があることから命名された。
コンセプトは「おとなの遊山」。昔、徳島の子ども達は桃の節句などに弁当をもって野山に行く「遊山」と呼ばれる風習があった。その遊山を気軽に楽しめる列車旅として現代風にアレンジしたものが「おとなの遊山」である。車内は「日本のたたずまい」をコンセプトとした和のインテリアとなっており、香川・徳島の地元素材を使用した供食サービス、アテンダントによる観光案内やおもてなし、車窓からは吉野川・大歩危・小歩危の渓谷美が楽しめるようになっている。
多度津駅 - 大歩危駅間が観光列車運行区間に選定された理由として、予讃線の伊予灘沿い区間（愛ある伊予灘線）を走る伊予灘ものがたりが「海」をテーマとしていたため、次の観光列車は「山」「川」としたいと考えていたこと、阿波池田駅 - 大歩危駅間には1997年より「大歩危トロッコ」が運転されていたが、2015年春に琴平駅 - 大歩危駅間を運転し、坪尻駅でのスイッチバック体験を追加するなどした「土讃線秘境トロッコ」にリニューアルしたところ個人客・団体客とも増加したこと、運転区間が香川県の「香川せとうちアート観光圏」と徳島県の「にし阿波〜剣山・吉野川観光圏」と隣接している2つの観光圏を通っていることから、観光圏をつなぐ観光列車の運行により新たな旅行需要の創出が期待できることがあげられている。
2017年の日経優秀製品・サービス賞（日経MJ賞）の最優秀賞を受賞している。乗車率は運行開始から2年経過した2019年時点では平均9割を超えていた。

## 運行状況
基本的に、毎週金曜・土曜・日曜と祝日に多度津駅 - 大歩危駅間で1往復運行されている。午前に運行する下り列車（多度津発）の愛称は「そらの郷紀行」で、そらの郷とは徳島西部の険しい山岳にある集落とその暮らしのことである。午後の上り列車（大歩危発）の愛称は「しあわせの郷紀行」で、金刀比羅宮のキャッチフレーズ「しあわせさんこんぴらさん」やあたたかい讃岐の里山のイメージなどから名づけられた。
特急列車、かつ全席がグリーン車指定席となっているため、利用には乗車券のほか、特急券・指定席グリーン券が必要である。ただし、特急券・指定席グリーン券は琴平駅 - 大歩危駅間を含むことが発売の条件であり、多度津駅 - 琴平駅間のみの利用はできない。また、本列車では特急料金の乗り継ぎ通算制度は適用されない。ほかにも、2025年4月1日以降はバースデイきっぷ（グリーン車用）・四国グリーン紀行での利用ができなくなった（乗車券部分のみ有効。乗車の際は、特急料金とグリーン料金が別途必要となる）。
乗車の際には食事もセットで申し込んでもらうことを前提としているため、他のものがたり列車と同様に特急券・グリーン券は指定席券売機やe5489、えきねっとといったインターネットサイトでは取り扱っておらず、特急券・グリーン券の購入はJR四国・JR西日本・JR九州（一部の駅のみ）のみどりの窓口およびJR東海（一部の駅のみ）のJR全線きっぷうりばとオペレーターとの対話機能が付いた指定席券売機（名称は各社により異なる）、ワーププラザなど一部の旅行代理店でのみ取り扱っている。また、リアルタイムでの空席状況の確認も同様にみどりの窓口などで直接確認する必要があるが、大まかな空席状況であれば公式サイト（2 - 3日おきに更新）でも確認することが可能である。
地元のシェフによる、地元の食材を使った食事を提供するサービスがあり、「そらの郷紀行」では香川県食材を使用した『讃岐こだわり素材の洋風料理』が、「しあわせの郷紀行」では徳島県食材を使用した『おとなの遊山箱』が、それぞれ提供される。また、毎年2月には千年ものがたりアテンダント考案による企画「四国まんなか千年ものがたり～スイーツ紀行～」が行われている。なお、これら供食サービスの関係で、本列車については食品やペット（動物）の持ち込みは禁止（水やお茶程度の飲料は可能）とされている。また、食事のサービスを受ける場合は、当列車の特急券・指定席グリーン券を提示の上で別途食事予約券の購入が必要であり、乗車日の4日前までに購入する必要がある。食事予約券はJR四国管内のみどりの窓口と一部の大手旅行代理店でも発売するほか、JR四国の旅の予約センター（電話かFAXで申し込み、料金は銀行振込または現金書留による郵送により支払い）、JR四国ツアー（クレジット決済またはコンビニ決済）、観光ナビ「tabiwa by WESTER」（デジタルチケット　クレジット決済）でも発売している。

### 停車駅
多度津駅 - 善通寺駅 - 琴平駅 - 大歩危駅
ほかに、以下の駅でも運転停車を行い、駅によってはホームに下りることも可能。
- 「そらの郷紀行」は、讃岐財田駅・坪尻駅・阿波池田駅・三縄駅。
- 「しあわせの郷紀行」は、小歩危駅・阿波川口駅・阿波池田駅・坪尻駅・讃岐財田駅・金蔵寺駅。このうち、阿波川口駅では駅前で地元特産品の販売や乗客有志による記念撮影（フォトフレームに収めた画像を有料で販売。画像の受け取りは琴平駅「ラウンジ大樹」にて行う）など、阿波池田駅ではホームにて個人のカメラで記念撮影を行う。

琴平駅には「四国まんなか千年ものがたり」利用者専用の待合室「ラウンジ大樹」があり、食事予約券購入者にのみ、「そらの郷紀行」の乗客にはウェルカムドリンクが、「しあわせの郷紀行」の乗客にはフェアウェルサービスとしてシャーベットが、それぞれ提供される。2024年12月はウェルカムサービスとして、スープとペットボトルの水が配布された。

### 使用車両
キハ185系気動車を改造した3両編成（うち2両は0番台からの改造、もう1両は普通列車仕様に改造されていた3100番台からの再改造）が使用される。外観のデザインは四季の移ろいを表現しており、ラッピングフィルムで1号車「春萌（はるあかり）の章」は緑色、2号車「夏清（なつすがし）の章」は青色、反対側の「冬清（ふゆすがし）の章」は白色、3号車「秋彩（あきみのり）の章」は赤色を基調としている。車内も「日本のたたずまい」をコンセプトに、各号車ごとの外観デザインと合わせ、徳島県産杉など木材に包まれたインテリアとなっている。
ヘッドマークは讃岐財田駅前のタブノキ、善通寺のクスノキ、祖谷の鉾杉などをイメージしたデザインとなっている。
また、他のものがたり列車と同様、改造時にミュージックホーンが装備されており、始発駅での入線時と発車時、終着駅到着時と一部の停車駅での発車時にオリジナルメロディが鳴らされる。
編成
↑大歩危
- 1号車：キロ185-1001（←キハ185-14） - 定員24名。
- 2号車；キロ186-1002（←キロ186-4） - 定員11名。ただしいずれもグループ席であり、原則3人以上でのみ発売する。このほか、カウンターでは飲食物やお土産などグッズ販売を行っている。
- 3号車：キロ185-1003（←キハ185-3102、元-1002） - 定員22名。一部の区画はグループ席であり、グループ席では原則3人以上でのみ発売する。

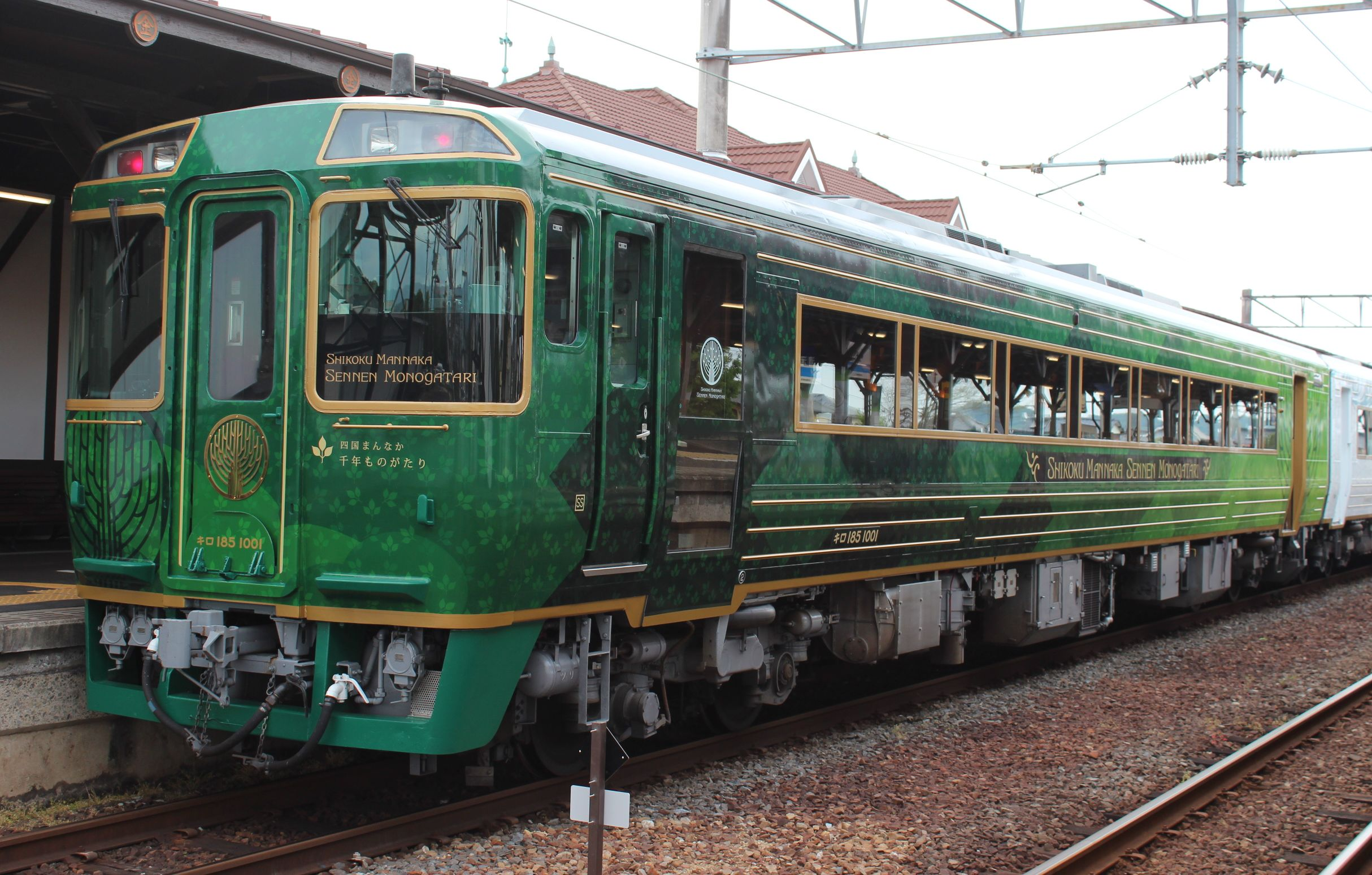
1号車「春萌の章」 （ キロ185-1001） （2017年5月3日 / 琴平駅）
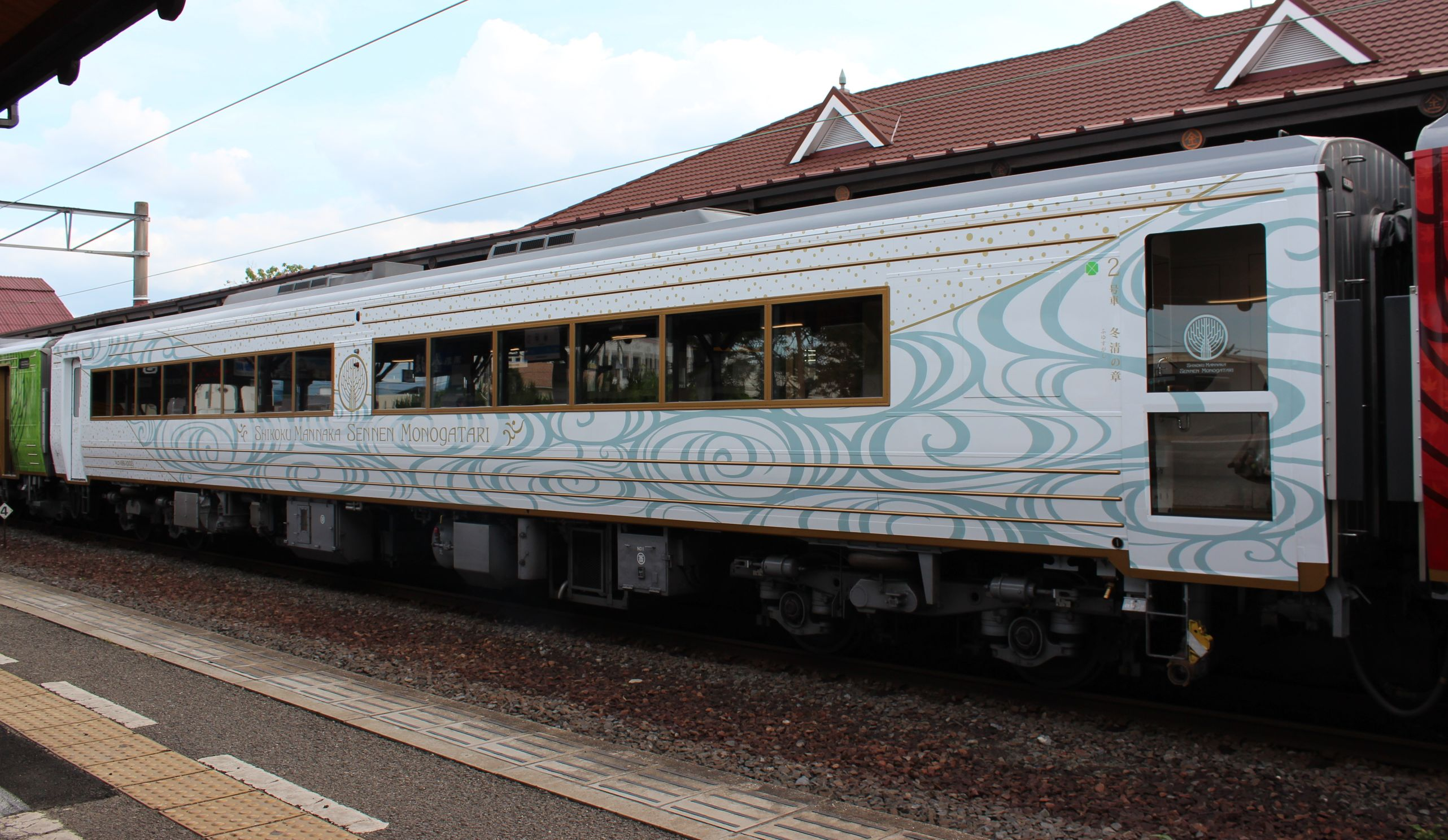
2号車「冬清の章」 （キロ186-1002） （2017年5月3日 / 琴平駅）
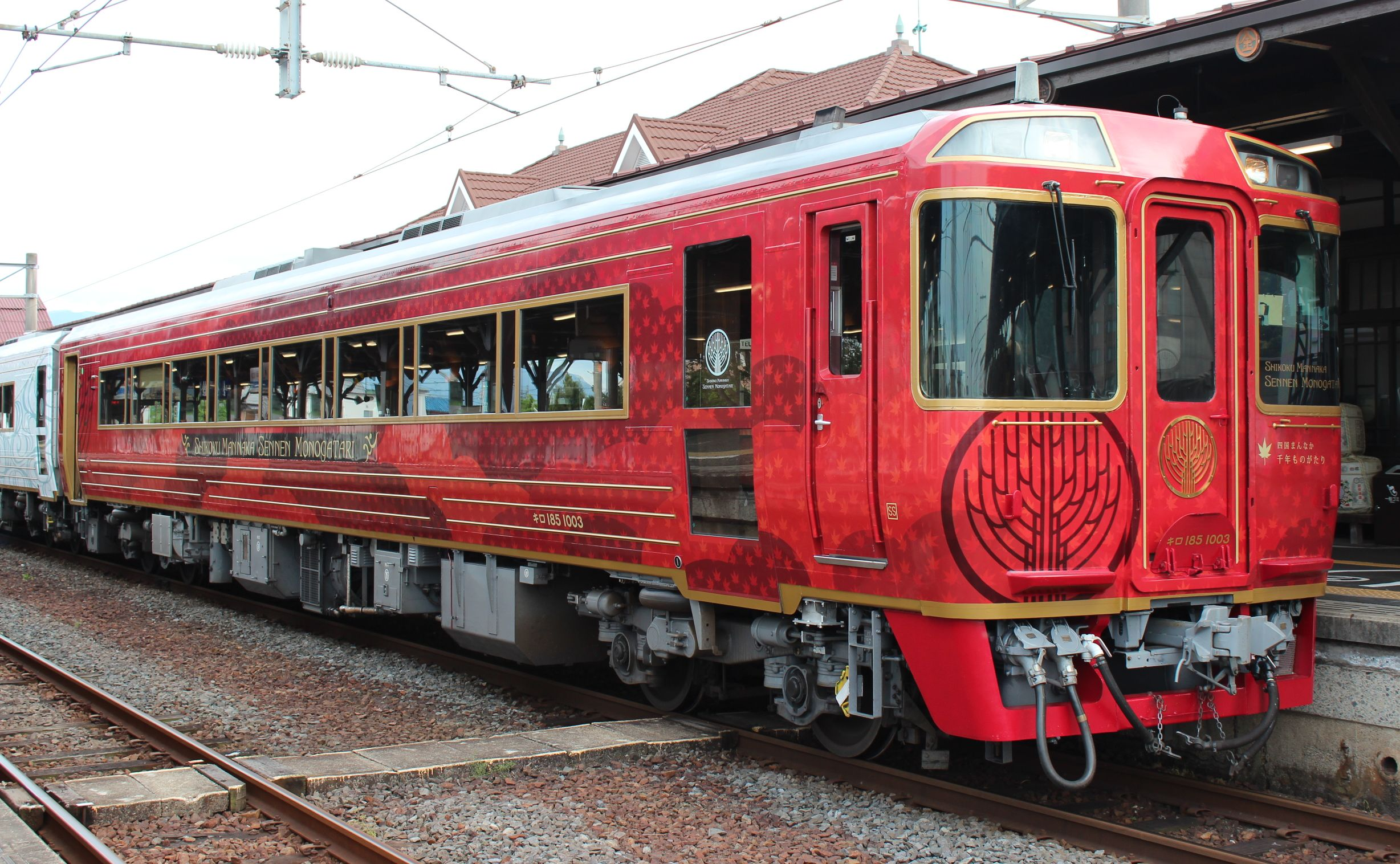
3号車「秋彩の章」 （キロ185-1003） （2017年5月3日 / 琴平駅）
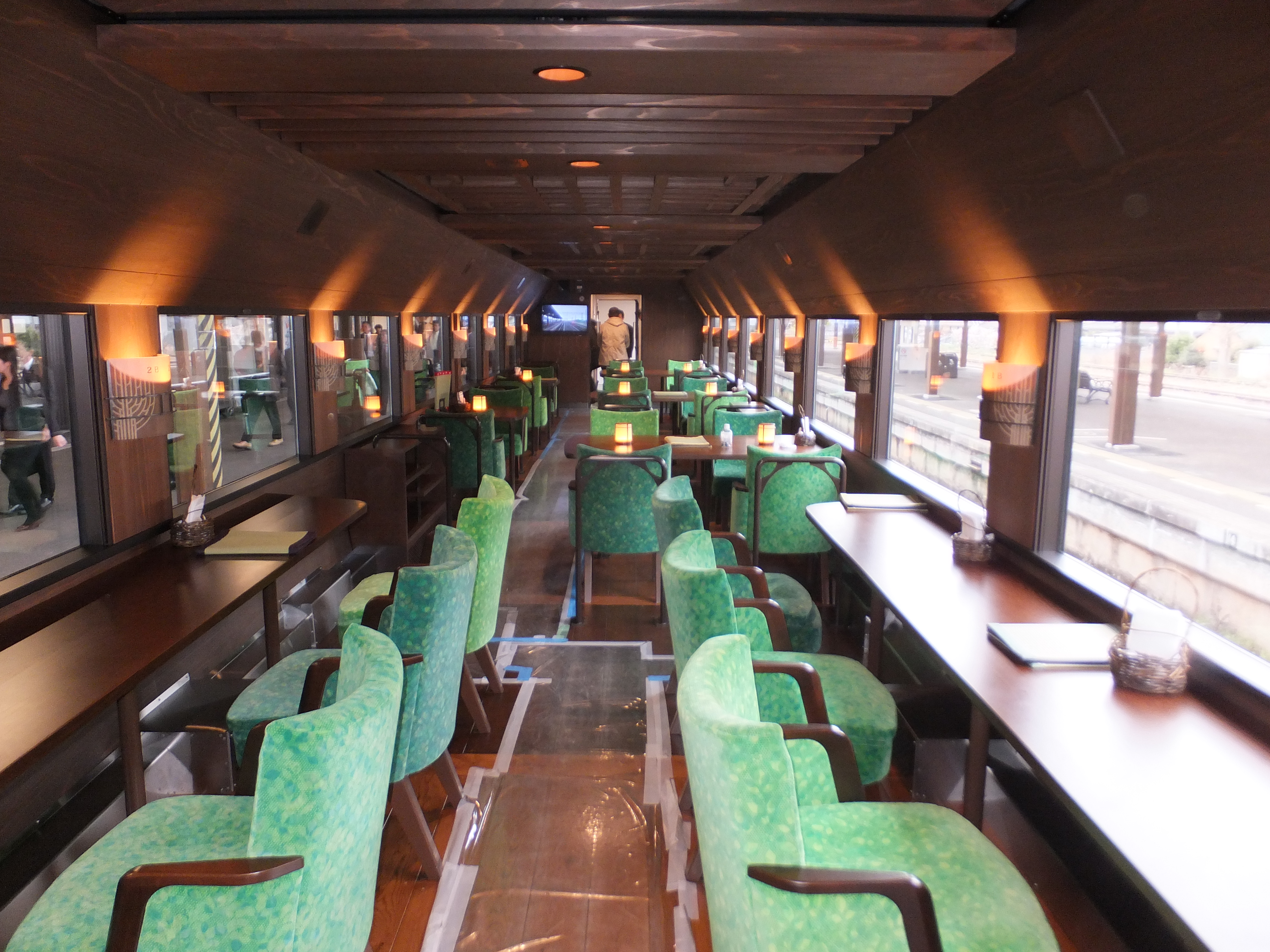
1号車車内 （2017年3月23日 / 琴平駅）
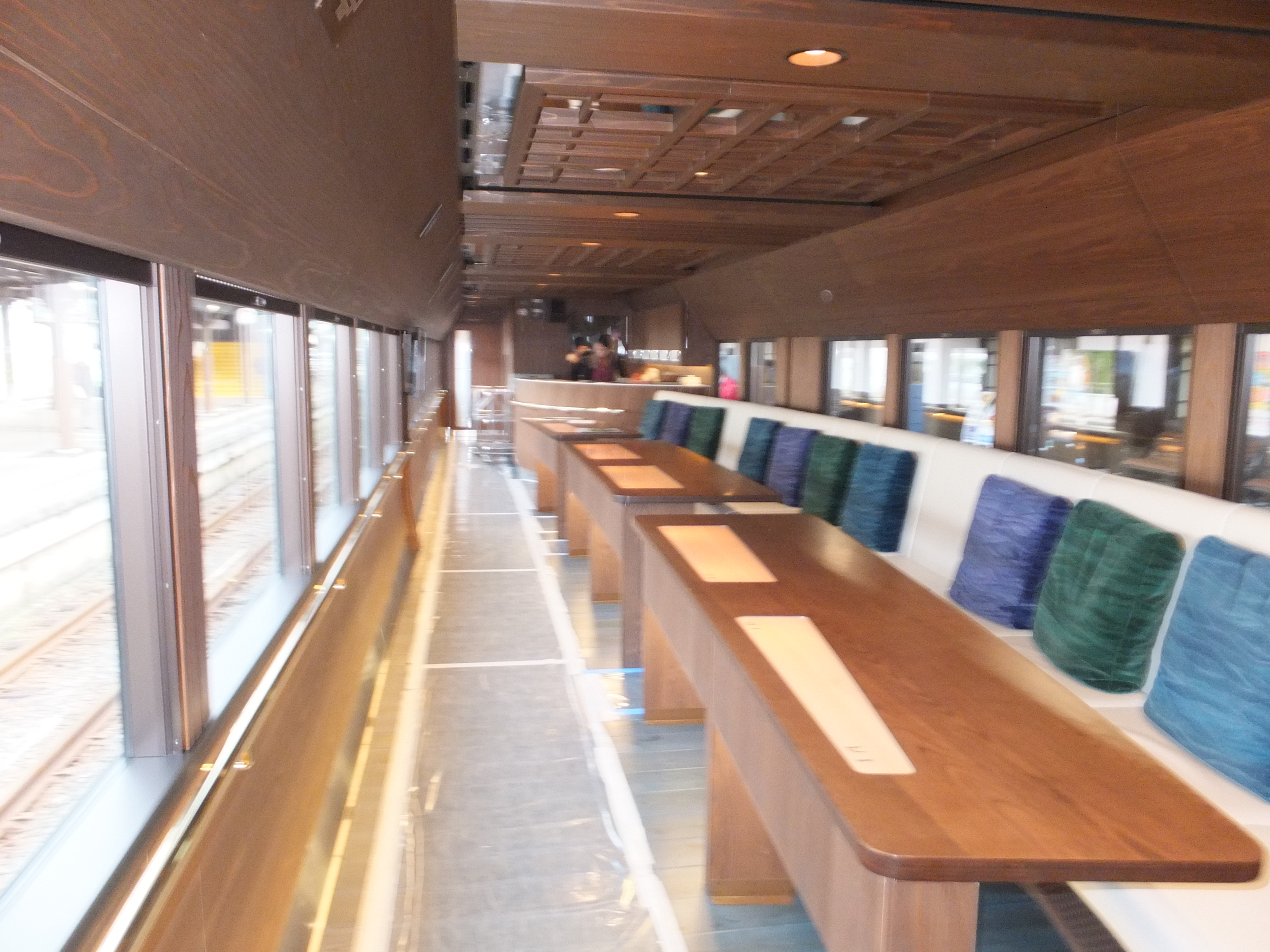
2号車車内 （2017年3月23日 / 琴平駅）
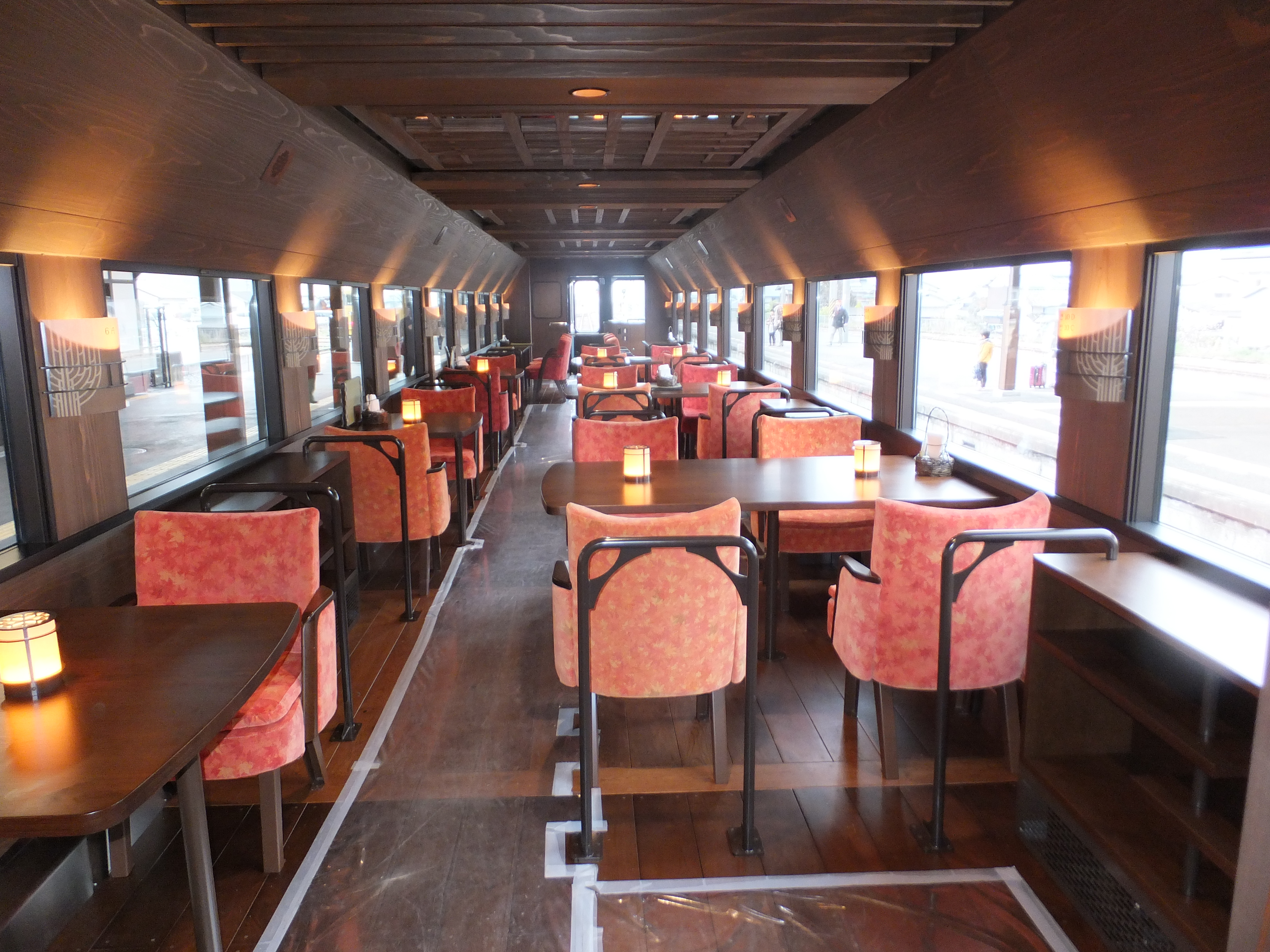
3号車車内 （2017年3月23日 / 琴平駅）
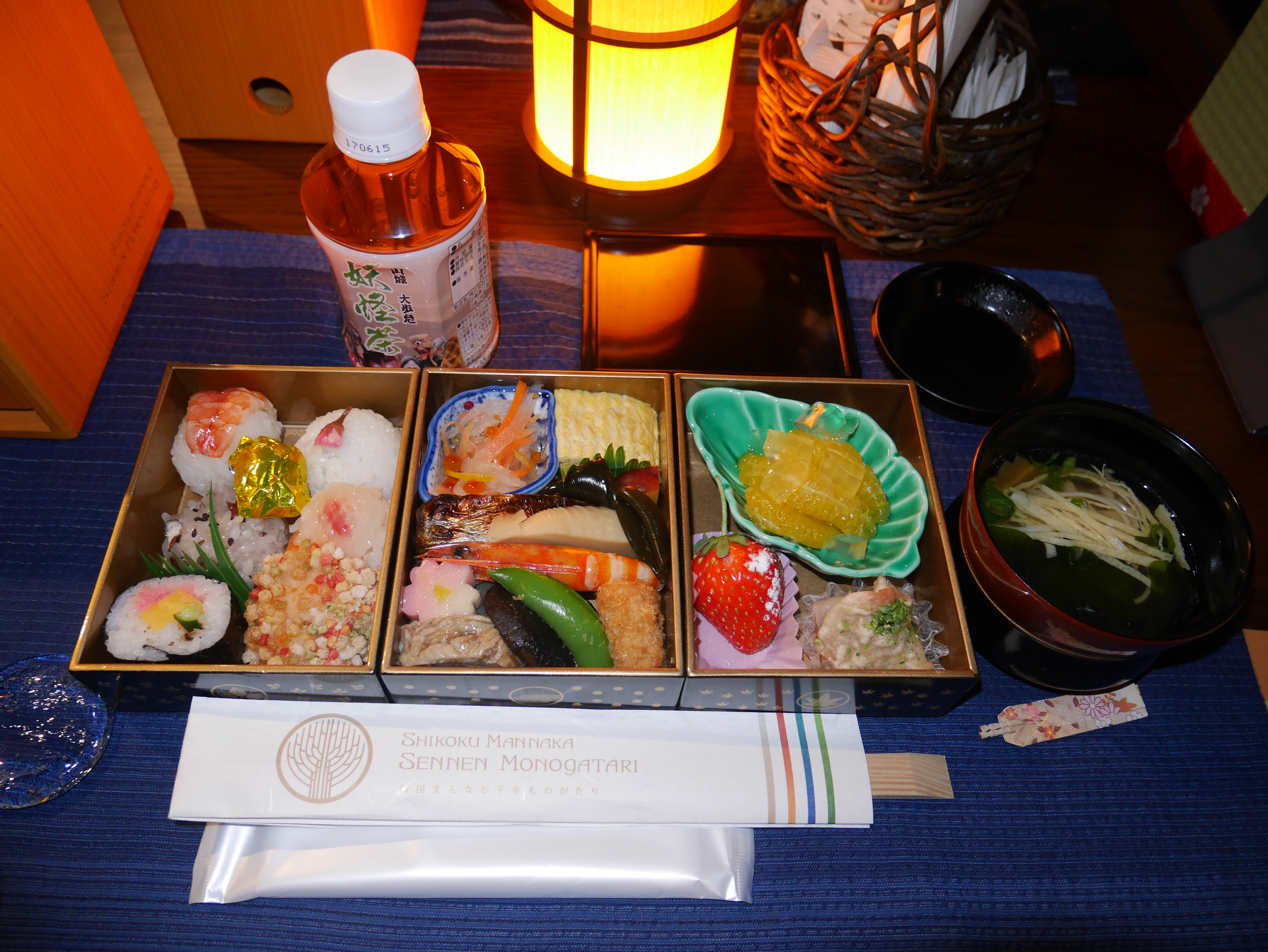
「食事『おとなの遊山箱』とウェルカムドリンク （食材と料理は2017年3月23日時点）
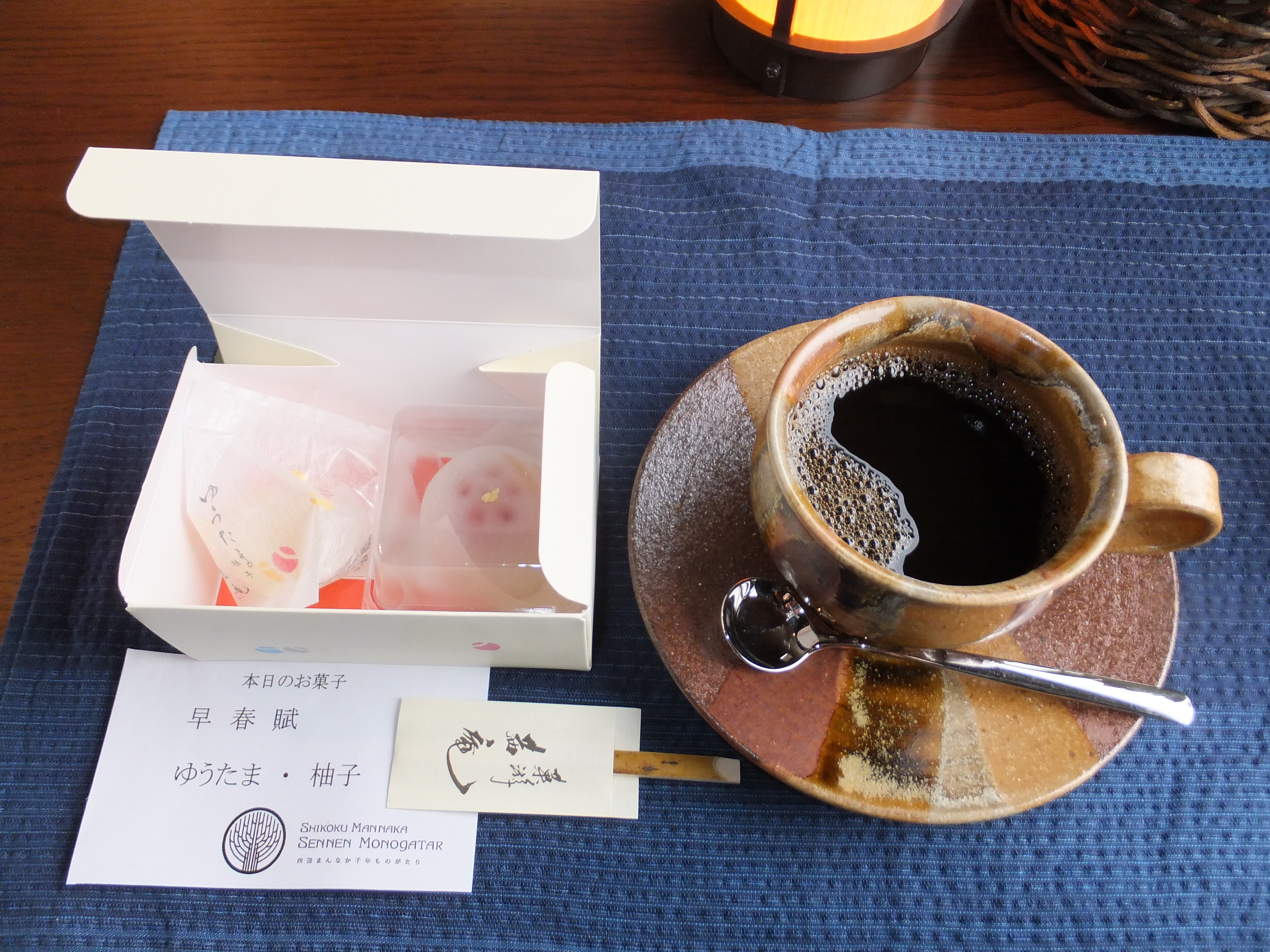
和菓子スイーツとコーヒー （スイーツは2017年3月23日時点）